# Фернандес, Роберто (футболист, 2002)
Робе́рто Ферна́ндес Хаэ́н (исп. Roberto Fernández Jaén; 3 июля 2002, Пуэнте-Хениль) — испанский футболист, нападающий клуба «Брага» и молодёжной сборной Испании. Выступает на правах аренды за клуб «Эспаньол».

## Клубная карьера
Фернандес начал заниматься футболом в 2008 году в родном городе Пуэнте-Хениль. Затем он играл в академиях таких испанских клубов, как «Кордова» и «Севилья». В 2018 году он присоединился к молодежной системе «Малаги», где прошёл путь до основной команды.
В 2021 году Роберто дебютировал за «Малагу» в Сегунде в матче против «Мирандеса». За основной состав он сыграл 66 матчей и забил 17 голов. В сезоне 2022/23 выступал на правах аренды за «Барселону B», где отличился 6 раз в 34 матчах.
Летом 2023 года подписал контракт с португальской «Брагой». В чемпионате Португалии за «Брагу» он провёл 15 матчей и забил 2 гола. В январе 2024 года был отдан в аренду в «Эспаньол», где быстро стал ключевым игроком атаки, забив 6 голов в 19 играх.

## Карьера в сборной
В 2024 году Фернандес был вызван в молодёжную сборную Испании. В своём дебютном матче он забил один гол.